# كأس العالم للباندي للسيدات
كأس العالم باندي للنساء (بالإنجليزية: Bandy World Cup Women)‏ (بالروسية: Кубок мира по хоккею с мячом среди женских команд) ، هي بطولة رسمية للنساء تهتم برياضة باندي ، أسست عام 2003 ، وتقع مقرها في مملكة السويد.اي

## مصدر
1. ↑  bandysidan.nu - World Cup Women نسخة محفوظة 03 أبريل 2016 على موقع واي باك مشين.